# Charles Porée de La Touche
Charles Porée, sieur de La Touche (né à Saint-Malo le 4 juillet 1652 et mort le 18 septembre 1708), est un capitaine corsaire et armateur malouin.

## Biographie
Charles Porée est le fils de Charles Porée (1621-1681), sieur de Blinais et de la Touche, et de Josseline Heurtault, dame de La Beuzais, ainsi que le petit-fils du maire de Saint-Malo Jean Porée de La Touche-Québriac.
Il se lance dans la guerre de course et commande en 1677 l'une des frégates malouines armées contre les baleiniers hollandais au Spitzberg.
En 1685, il épouse Étiennette Bezard du Tertre. Leur fille, Hélène Pélagie, sera l'épouse de Luc Magon de la Balue et la mère de Jean-Baptiste Magon de La Balue, Luc Magon de la Blinaye et François-Auguste Magon de Terlaye.
De 1689 à 1695, il commande le François d'Assise, navire corsaire de 350 tonneaux, 40 canons et 155 hommes, armé par son oncle Jean Heurtault de Bricourt, avec lequel il navigue sur les côtes de Portugal, de la Manche et d'Irlande, et participe à la campagne visant à soutenir le roi Jacques II en 1690.
À partir de 1694, il navigue habituellement conjointement avec la frégate le Saint-Esprit, commandée par son frère d'Alain Porée du Breil. Quittant la rade de Saint-Malo le 30 janvier 1695, ils rencontrent un vaisseau de guerre anglais, le Dartmouth (en) ou (Dartmoor), le 14 février. Après cinq heures de combat ayant fait 58 tués et une quarantaine de blessés, le vaisseau anglais a dû abaisser son pavillon devant les deux corsaires. Le Dartmouth a été presque réduit à l'état de ponton. Ils rentrent à la rade de Saint-Malo le 18 février 1695. Ils sont ressortis pour faire une deuxième campagne fructueuse terminée le 13 mai.
En 1695, il est anobli par l'achat d'une charge de conseiller-secrétaire du roi auprès du Parlement de Bretagne.
À la suite, Charles Porée s'établit comme négociant et armateur. Il arme en course son ancien navire le François d'Assise, depuis commandé par son beau-frère Joseph Guymont, puis à partir de 1702 le navire le Saint-Esprit commandé par son frère et de 1703 le navire François de la Paix. Il arme également pour le commerce sur la ligne de Cadix en temps de paix et développe ses affaires avec l'appui de sa belle-famille. Il arme également en partenariat avec la famille Magon pour une expédition commerciale en mer du Sud.